# Carlos Sánchez-Reyes de Palacio
Carlos Sánchez-Reyes de Palacio (Salamanca, 1939) es un consultor, economista y político español.

## Biografía
Nacido en 1939 en Salamanca, se trasladó pronto a Ávila, donde se crio. Se licenció en Ciencias Empresariales. Candidato en 1987 a procurador de las Cortes de Castilla y León por la circunscripción de Valladolid en las listas del Centro Democrático y Social (CDS), resultó elegido, y ejerció de presidente de la cámara en su ii legislatura, desarrollada entre 1987 y 1991. Sánchez-Reyes, que se afilió a Podemos en enero de 2015, volvió a la política presentándose como candidato a diputado de dicha formación por Palencia en las elecciones generales de 2015, mas no obtuvo escaño.
Miembro del Consejo Económico y Social (CES), presidió la Organización de Consumidores y Usuarios (OCU).
Se define como católico practicante.